# Constitutiones Regni Siciliarum

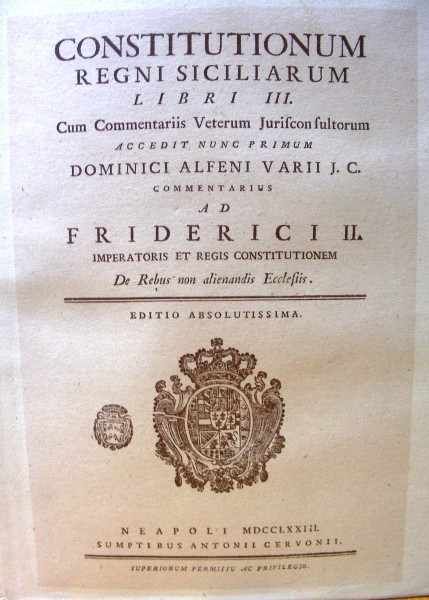
L'edizione stampata nel 1773 a Napoli

Le Constitutiones regni Siciliarum ("Costituzioni del regno delle Sicilie"), o anche Constitutionum regni Siciliarum libri ("Libri delle costituzioni del regno delle Sicilie"), sono un corpo di leggi raccolte nel Liber Augustalis, promulgate da Federico II  nel settembre 1231, dopo l'assise di Melfi, per il regno di Sicilia. 
Compilatori principali furono Pier della Vigna e il vescovo Giacomo di Capua. Viene considerato il più grande monumento legislativo laico del Medioevo.

## Corpus
Consta di tre libri, mentre le leggi successive di Federico furono aggiunte nel Liber posteriormente da giuristi privati, con il nome di Novae constitutiones o Novelle. 
Nella versione originale contava 204 constitutiones, ossia 74 nel libro I, 49 nel II e 81 nel III, .
Vi si definisce l'amministrazione della giustizia come il principale compito del sovrano.
Strutturalmente comprendevano quattro organizzazioni statuali: lo Stato, in cui si definivano i poteri del sovrano; la Giustizia, delegata al Maestro generale di Giustizia; la Finanza, affidata ai Maestri Camerari; il Feudo, affidato ai singoli feudatari. 
Il potere era pienamente nelle mani dell'imperatore, il quale era affiancato dalla Magna Curia, il consiglio dei principali funzionari imperiali, di cui il «maestro giustiziere» e il «maestro camerario» erano i rappresentanti più autorevoli; dalla Magna Curia dipendevano poi tutti gli altri funzionari.

## Libri
- Libro primo: il diritto pubblico (magistrature, finanza dello Stato, polizia);
- Libro secondo: il diritto processuale e l'amministrazione della giustizia;
- Libro terzo: il diritto privato, feudale e penale.

I manoscritti originari si trovano custoditi nella Biblioteca apostolica vaticana e nella biblioteca nazionale di Parigi.